# Unione dei comuni Sant'Arsenio, San Rufo e San Pietro al Tanagro
L'Unione dei Comuni Sant'Arsenio, San Rufo e San Pietro al Tanagro è stata un'unione di comuni della Campania, in provincia di Salerno, formata dai comuni di: Sant'Arsenio, San Rufo e San Pietro al Tanagro.
Per statuto l'unione si occupava di questi servizi:
- Servizio di Segreteria;
- Anagrafe e stato civile – leva;
- Ufficio tecnico (Programmazione e gestione OO.PP.) – Urbanistica;
- Polizia Municipale;
- Accertamento e riscossione coattiva dei tributi in nome e per conto dei Comuni facenti parte dell'Unione;
- Manutenzione Patrimonio e Demanio comunale;
- Raccolta e smaltimento rifiuti e tutela ambientale;
- Servizi informatici integrati;
- Promozione delle attività culturali, turistiche, artigianali e commerciali, nonché la gestione delle corrispondenti iniziative di interesse intercomunale;
- Reclutamento, formazione e aggiornamento professionale dei dipendenti;
- Gestione del sistema dei controlli interni;
- Programmazione e gestione acquisto beni strumentali.

In base al report sulle unioni dei comuni pubblicato a dicembre 2015 dalla Regione Campania, l'unione dei Comuni Sant'Arsenio, San Rufo e San Pietro al Tanagro non è più attiva.